# Bojaren

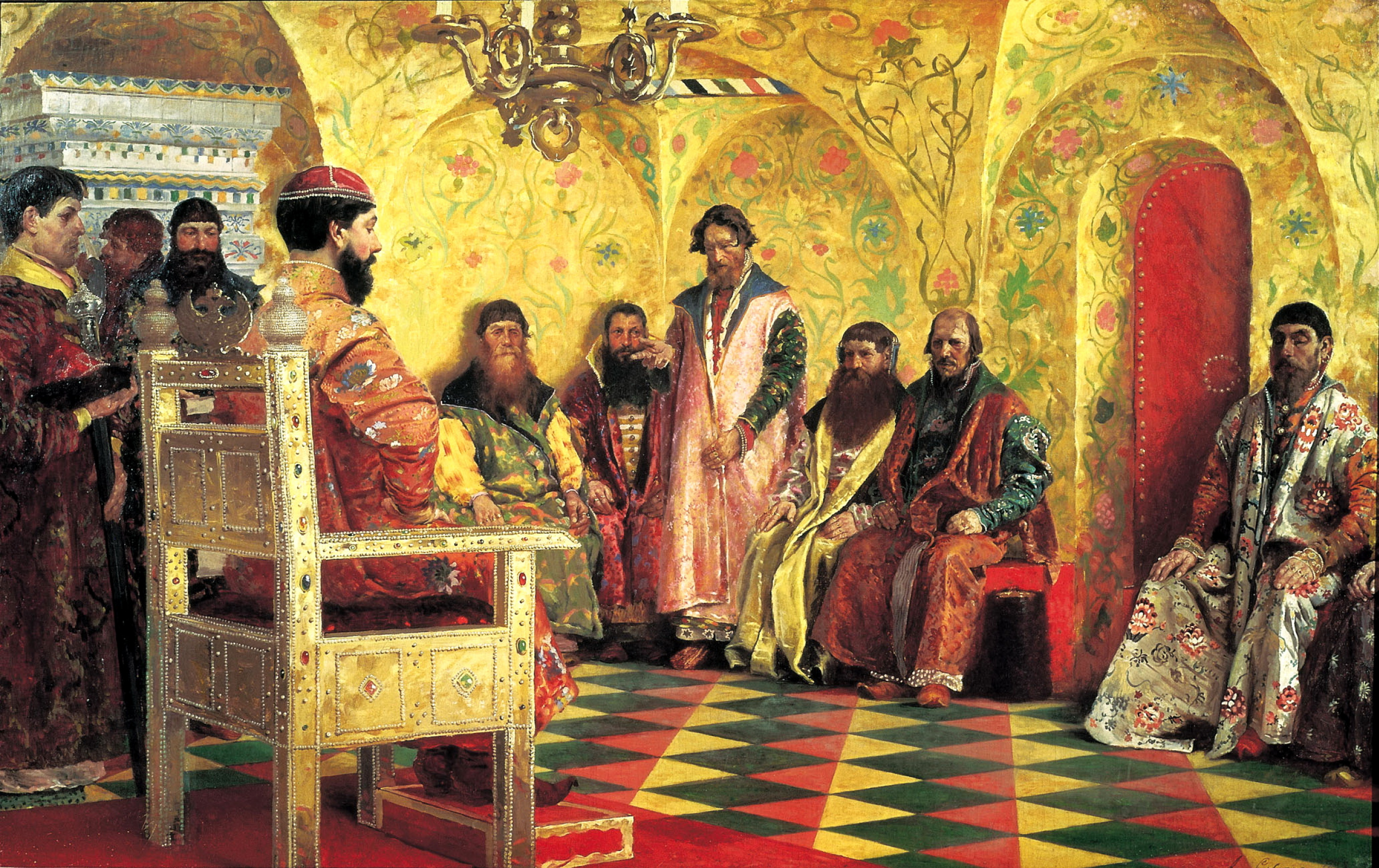
Zeventiende-eeuwse bojarendoema, geschilderd in 1894

de bojaren (Russisch: бояре, bojare; Roemeens: boieri) waren tussen de 10e eeuw en de 17e eeuw de leden van de feodale aristocratie in Rusland, Roemenië, Bulgarije, Walachije, Moldavië en het Kievse Rijk. Binnen de aristocratie was dit de hoogste positie, ze kwam meteen na die van grootvorst of prins.

## Bojaren in Bulgarije
De eerste bojaren ontstonden in Bulgarije in de 10e eeuw. Waarschijnlijk is de naam bojaar afgeleid van de oude Bulgaarse adellijke titel boila. Tijdens het Eerste Bulgaarse Rijk was er nog sprake van boila, in het Tweede Bulgaarse Rijk komt die titel niet meer voor en is er sprake van bojaren (bolyari). Bojaren waren in Bulgarije verdeeld in veliki bolyari (grootbojaar) en mali bolyari (kleinbojaar). In Bulgarije wordt de term bojaar nu gebruikt als bijnaam voor inwoners van de stad Veliko Tarnovo, de hoofdstad van het Tweede Bulgaarse Rijk. 

## Bojaren in Rusland en het Kievse Rijk
De bojaren in Rusland en het Kievse Rijk waren enigszins vergelijkbaar met ridders uit West-Europa. De bojaren verwierven grote macht door hun steun aan de grootvorsten van Kiev. Hun macht en prestige hadden ze vaak te danken aan hun diensten aan de staat en de traditie van trouw aan die staat in plaats van aan grootgrondbezit. De bojaren bekleedden de hoogste posities in het land en door middel van een raad, de doema genaamd, adviseerden zij de grootvorst.
In Rusland verschoof het politieke centrum in de 14e en 15e eeuw naar Moskou. In eerste instantie behielden de bojaren elders in Rusland hun macht. Die macht nam echter langzaam af toen de grootvorsten van Moskou, met name Ivan III en Ivan IV (Ivan de Verschrikkelijke), hun macht consolideerden. Hiermee nam de macht van de Tsaar toe en die van de bojaren af. Tsaar Ivan IV van Rusland beknotte in de 16e eeuw de macht van de vorsten, waartoe de bojaren behoorden, in grote mate. Hun aloude recht om hun diensten aan een andere vorst aan te bieden werd ingeperkt, evenals het recht om grond te bezitten zonder diensten te verlenen aan de tsaar. De bojarendoema groeide in de 17e eeuw toch van de oorspronkelijke 30 naar 100 leden, totdat ze in 1711 door tsaar Peter de Grote werd afgeschaft.

## Bojaren in Walachije en het Vorstendom Moldavië
De bojaren in deze regio ontstonden op het platteland in de Karpaten in de vroege Middeleeuwen. Ze werden in eerste instantie gekozen uit notabelen: ridders of rechters. De benoemde bojaren breidden hun macht uit in de regio, ook werd hun positie in de loop der tijd overerfbaar. Zo ontstond de 'bojarenklasse'. Na het ontstaan van de feodale Staat konden mensen alleen tot deze klasse worden toegelaten na benoeming door de Prins. Men werd benoemd tot de bojarenklasse na uitzonderlijke militaire en/of bestuurlijke prestaties. Of de prestaties uitzonderlijk waren, besliste de Prins. Na benoeming kregen bojaren grond toebedeeld van dezelfde prins. 
In Walachije en het Vorstendom Moldavië waren bojaren grootgrondbezitters, ze hadden lijfeigenen en bekleedden een bestuurlijke of militaire functie. Een edelman die alleen grootgrondbezitter was en lijfeigenen had, behoorde wel tot de aristocratie maar was een 'mazil'. Had men alleen grond en geen functie en lijfeigenen dan was men een 'razesi'. Daarmee bestond de aristocratie uit drie lagen: bojaren, mazil en razesi. Ook binnen de bojarenklasse maakte men weer onderscheid tussen bojaren van de eerste, tweede en derde staat. Het verschil tussen deze groepen was niet alleen zichtbaar in positie maar ook in fysieke verschijning. Zo mochten bojaren van de eerste staat een baard dragen, de andere bojaren hadden slechts 'recht' op een snor. Ook kleding onderstreepte het onderscheid. Binnen de klasse der bojaren van de eerste staat kenden men weer 'groot bojaren' en 'klein bojaren'. Groot bojaren van de eerste staat hadden een groot grondgebied en bekleedden hoge functies. Ze stonden direct onder de prins. De prinsen in Walachije en het Vorstendom Moldavië werden gekozen of benoemd uit de klasse der bojaren. Tijdens de Turkse overheersing, gedurende het Ottomaanse Rijk bleef de functie van Prins bestaan. Hij was in die periode echter geen heerser, dat was de Sultan. De Prins had een bestuurlijke functie.